# Lijst van voetbalinterlands Luxemburg - Zwitserland
Deze lijst van voetbalinterlands is een overzicht van alle officiële voetbalwedstrijden tussen de nationale teams van Luxemburg en Zwitserland. De landen speelden tot op heden dertien keer tegen elkaar. De eerste ontmoeting, een kwalificatiewedstrijd voor het Wereldkampioenschap voetbal 1950, werd gespeeld in Zürich op 26 juni 1949. Het laatste duel, een vriendschappelijke wedstrijd, vond plaats op 25 maart 2025 in Sankt Gallen.

## Wedstrijden
| №  | Plaats       | Datum             | Competitie           | Wedstrijd               | Uitslag |
| -- | ------------ | ----------------- | -------------------- | ----------------------- | ------- |
| 1  | Zürich       | 26 juni 1949      | WK 1950 kwalificatie | Zwitserland – Luxemburg | 5 – 2   |
| 2  | Luxemburg    | 18 september 1949 | WK 1950 kwalificatie | Luxemburg – Zwitserland | 2 – 3   |
| 3  | Luxemburg    | 8 april 1973      | WK 1974 kwalificatie | Luxemburg – Zwitserland | 0 – 1   |
| 4  | Luzern       | 26 september 1973 | WK 1974 kwalificatie | Zwitserland – Luxemburg | 1 – 0   |
| 5  | Luxemburg    | 21 september 1988 | WK 1990 kwalificatie | Luxemburg – Zwitserland | 1 – 4   |
| 6  | Sankt Gallen | 15 november 1989  | WK 1990 kwalificatie | Zwitserland – Luxemburg | 2 – 1   |
| 7  | Luxemburg    | 13 maart 1996     | Vriendschappelijk    | Luxemburg – Zwitserland | 1 – 1   |
| 8  | Zürich       | 28 maart 2001     | WK 2002 kwalificatie | Zwitserland – Luxemburg | 5 – 0   |
| 9  | Luxemburg    | 5 september 2001  | WK 2002 kwalificatie | Luxemburg – Zwitserland | 0 – 3   |
| 10 | Zürich       | 10 september 2008 | WK 2010 kwalificatie | Zwitserland – Luxemburg | 1 – 2   |
| 11 | Luxemburg    | 10 oktober 2009   | WK 2010 kwalificatie | Luxemburg – Zwitserland | 0 – 3   |
| 12 | Luxemburg    | 15 november 2011  | Vriendschappelijk    | Luxemburg – Zwitserland | 0 – 1   |
| 13 | Sankt Gallen | 25 maart 2025     | Vriendschappelijk    | Zwitserland – Luxemburg | 3 – 1   |

## Samenvatting
| Competitie        | Totaal gespeeld | Winst Luxemburg | Gelijk | Winst Zwitserland | Doelsaldo Luxemburg – Zwitserland |
| ----------------- | --------------- | --------------- | ------ | ----------------- | --------------------------------- |
| WK-kwalificatie   | 10              | 1               | 0      | 9                 | 8 − 28                            |
| Vriendschappelijk | 3               | 0               | 1      | 2                 | 2 − 5                             |
| Totaal            | 13              | 1               | 1      | 11                | 10 − 33                           |

## Details

### Zevende ontmoeting
| Vriendschappelijk (Luxemburg, Luxemburg, 13 maart 1996): |              | |
| Luxemburg | 1 – 1        | Zwitserland |
| Manuel Cardoni 8' | goals        | 75' Ramon Vega |
| Paul Philipp | bondscoach   | Artur Jorge |
| Paul Koch Carlo Weis Jean-Pierre Vanek Jeff Strasser Claude Ganser 41' Marc Birsens Marc Lamborelle Joël Groff Jeff Saibene Manuel Cardoni Robert Langers 88' | opstellingen | Marco Pascolo Marc Hottiger 61' Dominique Herr Stéphane Henchoz Yvan Quentin 69' Christophe Ohrel 46' Christian Colombo Ciriaco Sforza 61' Alain Sutter Adrian Knup 61' Stéphane Chapuisat |
| Daniel Theis 41' Stefano Fanelli 88' | wissels      | 46' Marco Grassi 61' Ramon Vega 61' Sébastian Fournier 61' Alexandre Comisetti 69' Marcel Koller Stephan Lehmann Sébastien Jeanneret                                                       |
| - Debuut van Alexandre Comisetti (Grasshopper-Club) voor Zwitserland.                                                                                         |              | |

### Achtste ontmoeting
| WK 2002 kwalificatie (Zürich, Zwitserland, 28 maart 2001): |              | |
| Zwitserland | 5 – 0        | Luxemburg |
| Alexander Frei 9' Alexander Frei 31' Johann Lonfat 64' Stéphane Chapuisat 72' Alexander Frei 90' | goals        | |
| Enzo Trossero | bondscoach   | Paul Philipp |
| Marco Pascolo Marc Zellweger Yvan Quentin Stéphane Henchoz Patrick Müller Johann Vogel Massimo Lombardo 89' Johann Lonfat 73' Alexander Frei Sébastien Fournier Stéphane Chapuisat 77'                     | opstellingen | Alija Bešić Manuel Schauls Laurent Deville Patrick Posing Jeff Strasser Jeff Saibene 77' René Peters Luc Holtz 69' Daniel Huss Manuel Cardoni 53' Sacha Schneider |
| Patrick Bühlmann 73' Hakan Yakin 77' Sascha Müller 89' Jörg Stiel Ramon Vega Antonio Esposito Giuseppe Mazzarelli                                                                                          | wissels      | 53' Roland Schaak 69' Mikhail Zaritski 77' Claude Reiter |
| Sébastien Fournier 43' | gele kaarten | |
| - 50ste interland van de Zwitserse doelman Marco Pascolo. - Bondscoach Enzo Trossero zat wegens een schorsing op de tribüne. - Bondscoach Paul Philipp werd naar de tribüne gestuurd tijdens de wedstrijd. |              | |

### Negende ontmoeting
| WK 2002 kwalificatie (Luxemburg, Luxemburg, 5 september 2001): |       |                                                                  |
| Luxemburg                                                      | 0 – 3 | Zwitserland                                                      |
|                                                                | goals | 12' Alexander Frei 58' Kubilay Türkyilmaz 84' Kubilay Türkyilmaz |

### Elfde ontmoeting
| WK 2010 kwalificatie (Luxemburg, Luxemburg, 10 oktober 2009): |       |                                                               |
| Luxemburg                                                     | 0 – 3 | Zwitserland                                                   |
|                                                               | goals | 6' Philippe Senderos 8' Philippe Senderos 22' Benjamin Huggel |

### Twaalfde ontmoeting
| Vriendschappelijk (Luxemburg, Luxemburg, 15 november 2011): |              | |
| Luxemburg | 0 – 1        | Zwitserland |
| | goals        | 9' Granit Xhaka |
| Luc Holtz | bondscoach   | Ottmar Hitzfeld |
| Jonathan Joubert Tom Schnell Mario Mutsch Eric Hoffmann Guy Blaise René Peters 85' Gilles Bettmer 66' Mathias Jänisch 85' Lars Gerson 39' Ben Payal Aurélien Joachim 85' | opstellingen | Diego Benaglio 87' Steve von Bergen Timm Klose Ricardo Rodríguez 70' Stephan Lichtsteiner Gelson Fernandes 63' Granit Xhaka 63' David Degen 46' Gökhan Inler 61' Admir Mehmedi Eren Derdiyok |
| Tom Laterza 39' Daniel da Mota 66' Maurice Deville 85' Dan Collette 85' Joël Pedro 85'                                                                                   | wissels      | 46' Fabian Frei 61' Moreno Costanzo 63' Xherdan Shaqiri 63' Blerim Džemaili 70' Vincent Rüfli 87' Alain Nef                                                                                  |
| René Peters 33' Tom Laterza 89' | gele kaarten | 57' Stephan Lichtsteiner |

FLF · A-internationals · Bondscoaches · Statistieken · Luxemburgs vrouwenelftal · Luxemburg U21 · Luxemburg U19 · Luxemburg U18 · Luxemburg U17 · Luxemburg U16
1911 – 1919 ·
1920 – 1929 ·
1930 – 1939 ·
1940 – 1949 ·
1950 – 1959 ·
1960 – 1969 ·
1970 – 1979 ·
1980 – 1989 ·
1990 – 1999 ·
2000 – 2009 ·
2010 – 2019 ·
2020 − 2029
OS 1920 · 
OS 1924 · 
OS 1928 · 
OS 1936 · 
OS 1948 · 
OS 1952
1911 · 
1912 · 
1913 · 
1914 · 
1915 · 1916 · 1917 · 1918 · 1919 · 
1920 · 
1921 · 1922 · 1923 · 
1924 · 
1925 · 1926 · 
1927 · 
1928 · 
1929 · 1930 · 1931 · 1932 · 1933 · 
1934 · 
1935 · 
1936 · 
1937 · 
1938 · 
1939 · 
1940 · 
1941 · 1942 · 1943 · 1944 · 
1945 · 
1946 · 
1947 · 
1948 · 
1949 · 
1950 · 
1952 · 
1952 · 
1953 · 
1954 · 
1955 · 
1956 · 
1957 · 
1958 · 
1959 · 
1960 · 
1961 · 
1962 · 
1963 · 
1964 · 
1965 · 
1966 · 
1967 · 
1968 · 
1969 · 
1970 · 
1971 · 
1972 · 
1973 · 
1974 · 
1975 · 
1976 · 
1977 · 
1978 · 
1979 · 
1980 · 
1981 · 
1982 · 
1983 · 
1984 · 
1985 · 
1986 · 
1987 · 
1988 · 
1989 · 
1990 · 
1991 · 
1992 · 
1993 · 
1994 · 
1995 · 
1996 · 
1997 · 
1998 · 
1999 · 
2000 · 
2001 · 
2002 · 
2003 · 
2004 · 
2005 · 
2006 · 
2007 · 
2008 · 
2009 · 
2010 · 
2011 · 
2012 · 
2013 · 
2014 · 
2015 ·
2016 ·
2017 ·
2018 ·
2019 ·
2020 ·
2021
Afghanistan ·
Albanië ·
Algerije ·
Armenië ·
Azerbeidzjan ·
België ·
Bosnië en Herzegovina ·
Brazilië ·
Bulgarije ·
Canada ·
Cyprus ·
DDR ·
Denemarken ·
(West-)Duitsland ·
Egypte ·
Engeland ·
Estland ·
Faeröer ·
Finland ·
Frankrijk ·
Gambia ·
Georgië ·
Griekenland ·
Hongarije ·
Ierland ·
IJsland ·
Israël ·
Italië ·
Japan ·
Joegoslavië ·
Kaapverdië ·
Kameroen ·
Kazachstan ·
Letland ·
Liechtenstein ·
Litouwen ·
Madagaskar ·
Malta ·
Marokko ·
Mexico ·
Moldavië ·
Montenegro ·
Myanmar ·
Nederland ·
Nigeria ·
Noord-Ierland ·
Noord-Macedonië ·
Noorwegen ·
Oekraïne ·
Oostenrijk ·
Polen ·
Portugal ·
Qatar ·
Roemenië ·
Rusland ·
San Marino ·
Saoedi-Arabië ·
Schotland ·
Senegal ·
Servië ·
Servië en Montenegro ·
Slovenië ·
Slowakije ·
Sovjet-Unie ·
Spanje ·
Thailand ·
Togo ·
Tsjechië ·
Tsjecho-Slowakije ·
Turkije ·
Uruguay ·
Verenigde Staten ·
Wales ·
Wit-Rusland ·
Zuid-Korea ·
Zweden ·
Zwitserland
SFV · A-internationals · Selecties · Bondscoaches · Zwitsers vrouwenelftal · Olympisch elftal · Zwitserland U21 · Zwitserland U19 · Zwitserland U18 · Zwitserland U17 · Zwitserland U16 · Vrouwen U17
1905 – 1919 · 
1920 – 1929 · 
1930 – 1939 · 
1940 – 1949 · 
1950 – 1959 · 
1960 – 1969 · 
1970 – 1979 · 
1980 – 1989 · 
1990 – 1999 · 
2000 – 2009 · 
2010 – 2019 · 
2020 – 2029
EK's: 1996 · 
2004 · 
2008 · 
2016 · 
2020 · 
2024
WK's: 1934 · 
1938 · 
1950 · 
1954 · 
1962 · 
1966 · 
1994 · 
2006 · 
2010 · 
2014 · 
2018 · 
2022
OS: 1924 · 
1928 · 
2012
1905 · 
1906 · 1907 · 
1908 · 
1909 · 
1910 · 
1911 · 
1912 · 
1913 · 
1914 · 
1915 · 
1916 · 
1917 · 
1918 · 
1919 · 
1920 · 
1921 · 
1922 · 
1923 · 
1924 · 
1925 · 
1926 · 
1927 · 
1928 · 
1929 · 
1930 · 
1931 · 
1932 · 
1933 · 
1934 · 
1935 · 
1936 · 
1937 · 
1938 · 
1939 · 
1940 · 
1941 · 
1942 · 
1943 · 
1944 · 
1945 · 
1946 · 
1947 · 
1948 · 
1949 · 
1950 · 
1952 ·
1952 · 
1953 · 
1954 · 
1955 · 
1956 · 
1957 · 
1958 · 
1959 · 
1960 · 
1961 · 
1962 · 
1963 · 
1964 · 
1965 · 
1966 · 
1967 · 
1968 · 
1969 · 
1970 · 
1971 · 
1972 · 
1973 · 
1974 · 
1975 · 
1976 · 
1977 ·
1978 · 
1979 · 
1980 · 
1981 · 
1982 · 
1983 · 
1984 · 
1985 · 
1986 · 
1987 · 
1988 · 
1989 · 
1990 ·
1991 · 
1992 · 
1993 · 
1994 ·
1995 · 
1996 · 
1997 · 
1998 · 
1999 · 
2000 · 
2001 · 
2002 · 
2003 · 
2004 · 
2005 · 
2006 · 
2007 · 
2008 · 
2009 · 
2010 · 
2011 · 
2012 · 
2013 ·
2014 ·
2015 ·
2016 ·
2017 ·
2018 ·
2019 ·
2020 ·
2021 ·
2022
Albanië ·
Algerije · 
Andorra · 
Argentinië ·
Australië ·
Azerbeidzjan ·
België ·
Bolivia ·
Bosnië en Herzegovina ·
Brazilië ·
Bulgarije ·
Canada ·
Chili ·
China ·
Colombia ·
Costa Rica ·
Cyprus ·
Denemarken ·
DDR ·
Duitsland ·
Ecuador ·
Egypte ·
Engeland · 
Estland ·
Faeröer ·
Finland ·
Frankrijk ·
Georgië ·
Ghana ·
Gibraltar ·
Griekenland ·
Honduras ·
Hongarije ·
Hongkong ·
Ierland ·
IJsland ·
Israël ·
Italië ·
Ivoorkust ·
Jamaica ·
Japan ·
Joegoslavië ·
Kameroen ·
Kenia ·
Kosovo ·
Kroatië ·
Letland ·
Liechtenstein ·
Litouwen ·
Luxemburg ·
Malta ·
Marokko ·
Mexico ·
Moldavië ·
Montenegro ·
Nederland ·
Nigeria ·
Noord-Ierland ·
Noorwegen ·
Oekraïne ·
Oman ·
Oostenrijk ·
Panama ·
Peru ·
Polen ·
Portugal ·
Qatar ·
Roemenië ·
Rusland ·
Saarland ·
San Marino ·
Schotland ·
Servië ·
Slovenië ·
Slowakije ·
Sovjet-Unie · 
Spanje ·
Togo ·
Tsjechië ·
Tsjecho-Slowakije ·
Tunesië ·
Turkije ·
Uruguay ·
Venezuela ·
VA Emiraten ·
Verenigde Staten ·
Wales ·
Wit-Rusland ·
Zimbabwe ·
Zuid-Korea ·
Zweden
Albanië (2016) ·
Argentinië (2014) ·
Brazilië (2018) ·
Chili (2010) ·
Costa Rica (2018) ·
Ecuador (2014) ·
Frankrijk (2006) ·
Frankrijk (2014) ·
Frankrijk (2016) ·
Frankrijk (2021) ·
Honduras (2010) · 
Honduras (2014) · 
Italië (2021) · 
Oekraïne (2006) ·
Portugal (2008)  · 
Portugal (2022) · 
Roemenië (2016) · 
Servië (2018) ·
Spanje (2010) ·
Spanje (2021) ·
Togo (2006) ·
Tsjechië (2008) ·
Turkije (2008) ·
Turkije (2021) ·
Wales (2021) ·
Zuid-Korea (2006) ·
Zweden (2018)